# Kuptjino

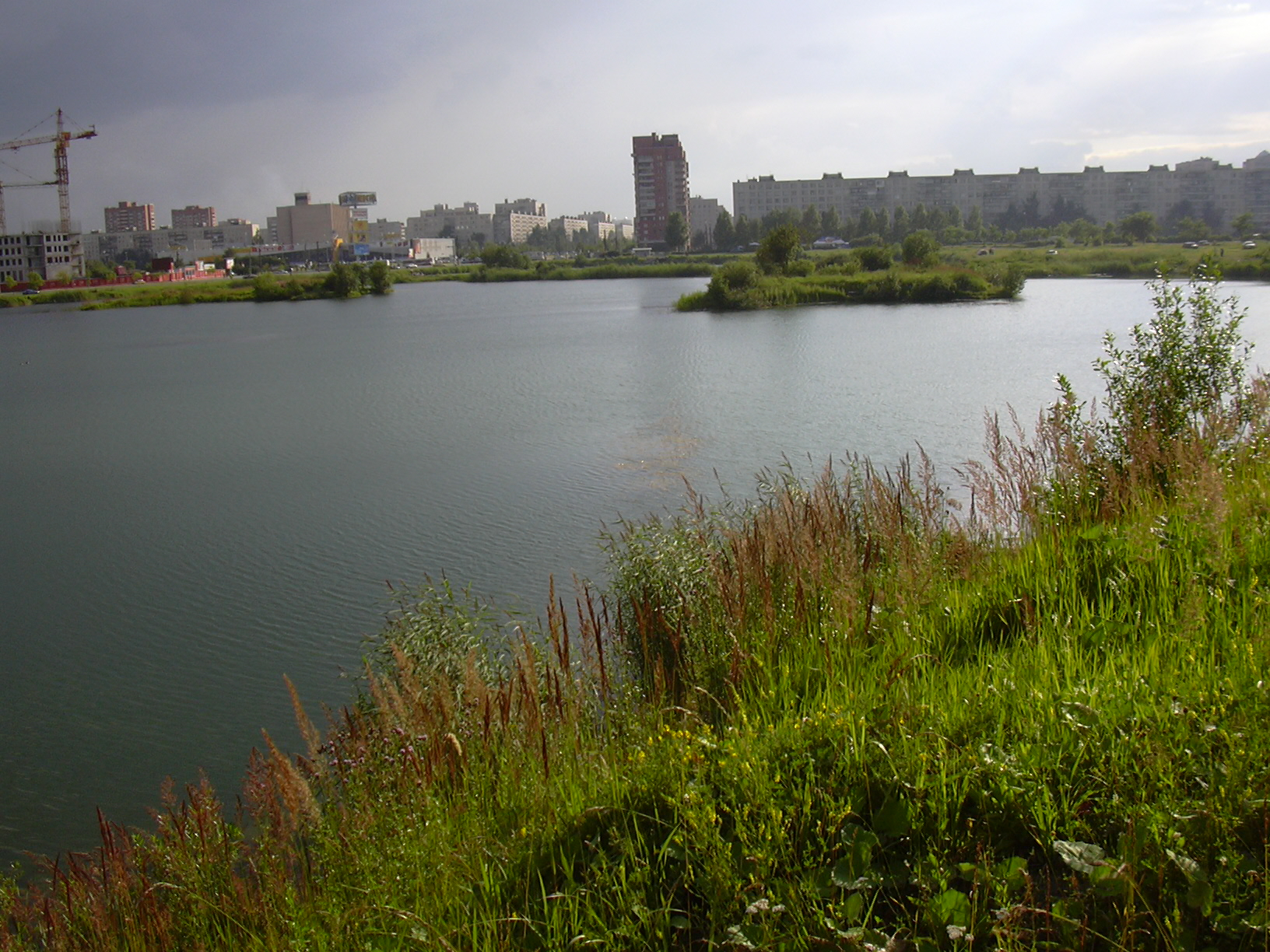
Kuptjino.

Kuptjino (ryska: Купчино) är ett kommunalt distrikt (munitsipalnyje okruga) inom Sankt Petersburgs federala stadsområde, mest känd för att den tidigare ryske presidenten Dmitrij Medvedev växte upp här. Invånarantalet uppgick till 54 243 i början av 2013.
Namnet kommer från byn Kuptjino som under tiden den var svensk (1617–1721) hette Kupsinoua by.